# 有田-克莱琪协议
有田-克莱琪协议（Craigie-Arita Formula），是1939年英国政府与日本政府签署的外交协议，由日本外務大臣和英國駐日大使克萊琪所締。

## 程锡庚事件
1939年4月9日夜，中华民国临时政府行政委员会下属的天津海关监督兼华北联合准备银行天津支行经理程锡庚在天津英租界大光明影院看电影时遇刺被枪杀。瑞士人格拉萨也被枪手射杀。4月11日英租界工部局书面同意接受日本宪兵“协力”搜捕暗杀案犯。驻天津英国总领事12日在回复天津市特别公署照会中：接受日本方面协力，努力缉拿、引渡案犯。 4月22日日本宪兵、总领馆警察署特高课与英租界工部局警务处警察第三次联合大搜查中检举逮捕了4名中国男性嫌疑人，4月25日至30日移交日本宪兵队审讯。根据日本外务省外交史料馆所藏第882号《在天津日本总领事田代重德给有田八郎外务大臣的报告》，这四人蓝向隆、蓝隆、李德祥、沈向金，居住天津英租界内五十六号路益世里六十八号。
1939年5月6日，日本驻天津第27師團长本间雅晴宣称：“英法租界是抗日共产分子阴谋活动的策源地，为各种暴力行动的避难所。”
1939年6月14日午前6点，现地驻屯军本间部队实施检问，彻底封锁天津英租界与法租界，逼迫租界当局交出在租界内刺杀程锡庚的嫌疑人，并提出了一系列要英国放弃亲华政策的要求。史称“天津事件”。

## 协议
1939年7月15日9时，日本外相有田八郎与英国驻日大使克莱琪在东京外務大臣官邸开始谈判。7月24日，双方签署了《有田—克莱琪协定》，规定：英国“完全承认”日本造成的“中国之实际局势”；承认日本在其占领区内享有“日本军队即有各项特殊需要，以保障其安全，并维护其所控制区域之公共秩序”；允诺“凡有阻止日军或有利于日军之敌人之行动与因素”，英国“均无意加以赞助”。 
1939年9月5日，英国宣布以两人为杀人犯、两人参加非法组织等罪名引渡蓝向隆等4人给日本宪兵队。被拘留在河北区大经路特别警察署。1939年9月28日，日本驻天津宪兵队、特高课与英租界法租界工部局警务处警察展开联合大检举搜查逮捕行动，国民党军统华北区地下组织遭到彻底破坏，史称“九二八大搜捕”事件。 

## 影响
中国共产党于1939年7月29日发出《关于反对东方慕尼黑阴谋的指示》，认为协定是“放任侵略、纵容战争的又一罪恶”，“它不仅违背了英国歷次在国际会上对中国担保之义务，而且违背了英国人民的和平利益及人类的正义和公理”。“英国与日寇订立这一协定，则无异是赞助日本在中国的掳掠、屠杀、奸淫、侮辱和占领：无异赞助日本消灭我国的抗战力量”。
据《毛泽东年谱》，毛泽东在抗日战争时期认为的最困难的时候是1939年7月英国与日本签订《有田—克莱琪协定》，英国承认日本侵华为合法。毛泽东认为，在这种极端不利的国际形势下，国民党内部的投降派会占据上风，国民党本就动摇的抗日决心可能会直接崩溃。1939年下半年，中共把工作重心放在联合抗日民族统一战线上，对国方做了前所未有的各领域大规模示好，导致国方判断形势，阎锡山发动了晋西十二月事变的第一波反共高潮。1940年，新四军北上过江问题国共摩擦，最终酿成皖南事变第二波反共高潮。